# Pisang (Himalaya)
Der Pisang (auch Pisang Peak) ist ein Berg im Himalaya in Nepal.
Der Pisang liegt im äußersten Südosten des Damodar Himal nördlich des Annapurna-Massivs. An der Südflanke liegt der Ort Pisang am Oberlauf des Marsyangdi. Der Pisang besitzt einen pyramidenförmigen Gipfel mit einer Höhe von 6091 m. Nach Westen setzt sich der Bergkamm zum Chulu fort. Der Pisang gilt als relativ einfacher Trekkinggipfel, der oberhalb der 6000 m-Marke liegt und eine einmalige Aussicht auf den südlich gelegenen Annapurna Himal bietet. Die Besteigung erfordert eine entsprechende Eisausrüstung sowie einen Permit. Der 6981 m hohe Kang Guru befindet sich 11 km östlich. Die 7937 m hohe Annapurna II liegt 14 km südsüdwestlich des Pisang. Der Pisang wurde im Jahr 1955 durch den deutschen Alpinisten Jürgen Wellenkamp erstbestiegen. Am 13. November 1994 ereignete sich ein Lawinenunglück am Pisang. Dabei kamen elf Teilnehmer einer vom DAV Summit Club organisierten Bergtour ums Leben.